# 松浦鄰
松浦 鄰（まつら ちかし）は、江戸時代中期の大名。肥前国平戸新田藩3代藩主。2代藩主・松浦邑の長男。

## 略歴
宝永5年（1708年）12月27日、父が死去したためにわずか4歳で家督を継いだ。宝永7年（1710年）1月15日、江戸城の柳間詰めとなる。正徳5年（1715年）3月15日、7代将軍徳川家継に御目見する。享保4年（1719年）12月18日、従五位下・豊後守に叙任する。
享保13年（1728年）9月24日、24歳で早世した。嗣子がなかったため、養嗣子の到（松浦篤信の六男）が跡を継いだ。

## 系譜
父母
- 松浦邑（父）

養子
- 松浦到 ー 松浦篤信の六男